# Sclerohypnum littorale
Sclerohypnum littorale là một loài Rêu trong họ Hookeriaceae. Loài này được (Hampe) B.C. Tan mô tả khoa học đầu tiên năm 1991.